# Sinus Concordiae

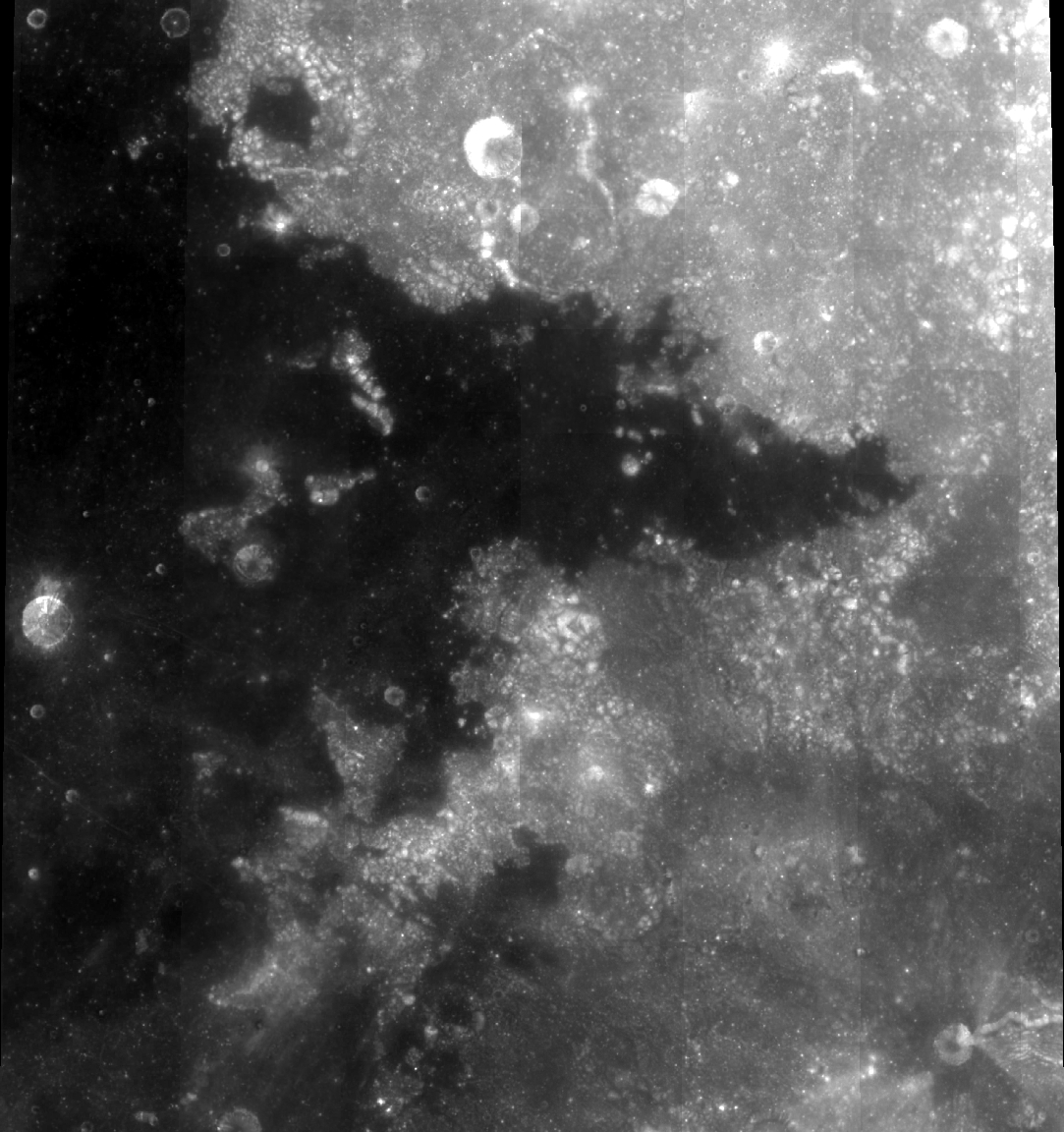
Sinus Concordiae

Sinus Concordiae (łac. Zatoka Harmonii) – zatoka księżycowego morza Mare Tranquillitatis. W pobliżu północnego jej skraju znajduje się obszar określany jako Palus Somni. Jej współrzędne selenograficzne to 10,8° N, 43,2° E, a średnica wynosi 142 km. Nazwa została zatwierdzona przez Międzynarodową Unię Astronomiczną w roku 1976.